# Isla Vista
Isla Vista – jednostka osadnicza i miasteczko studenckie w Stanach Zjednoczonych, w stanie Kalifornia, w hrabstwie Santa Barbara.
23 maja 2014 w miasteczku doszło do masakry. 22-letni Elliot Rodger zabił na terenie kampusu uniwersyteckiego UCSB 6 osób i zranił 14 innych, po czym popełnił samobójstwo.